# Chakrane
Chakrane  (in arabo شكران‎?) è un centro abitato e comune rurale del Marocco situato nella provincia di Al-Hoseyma, regione di Tangeri-Tetouan-Al Hoceima. Conta una popolazione di 4 761 abitanti (censimento 2014).